# Alebrije

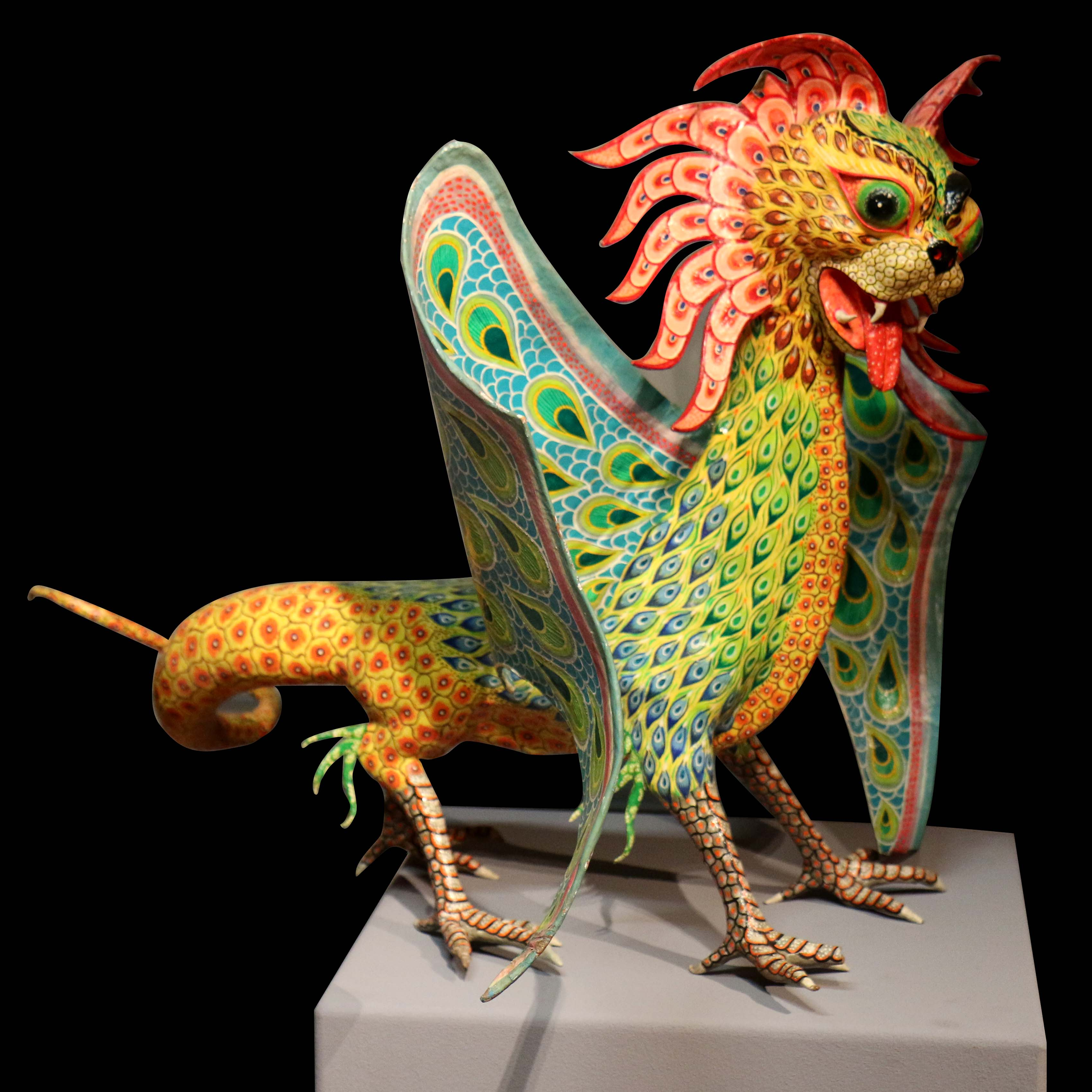
Un alebrije, musée des arts africains, océaniens et amérindiens à la Vieille Charité de Marseille.

Les alebrijes (prononciation espagnole : [aleˈβɾixes]) sont des sculptures d'art populaire mexicain, aux couleurs vives, de créatures fantastiques (fantastiques/mythiques). Les premiers alebrijes, ainsi que l'utilisation du terme, sont créés par Pedro Linares. Dans les années 1930, Linares est tombé très malade et alors qu'il est au lit, inconscient, il rêve d'un endroit étrange ressemblant à une forêt. Là, il voit des arbres, des animaux, des rochers, des nuages qui se transforment soudain en quelque chose d'étrange, une sorte d'animal, mais inconnu. Il voit un âne aux ailes de papillon, un coq aux cornes de taureau, un lion à tête d'aigle, et tous criaient un mot, « Alebrijes ». Une fois rétabli, il commence à recréer les créatures qu'il voyait, en carton et en papier mâché et les a appelées alebrijes.
Son travail attire l'attention d'un galeriste de Cuernavaca, dans le sud du Mexique, puis des artistes Diego Rivera et Frida Kahlo. Dans les années 1980, la cinéaste britannique Judith Bronowski organise un atelier itinérant de démonstration d'artisanat d'art mexicain aux États-Unis avec Pedro Linares, Manuel Jiménez et l'artisan textile Maria Sabina d'Oaxaca. Bien que la région de la vallée d'Oaxaca ait déjà une histoire de sculpture d'animaux et d'autres types de figures en bois, c'est à cette époque, lorsque l'atelier de Bronowski a lieu, que les artisans d'Oaxaca découvrent les sculptures en papier mâché. Linares présente ses dessins lors de visites familiales, dessins qui sont adaptés à la sculpture d'un bois local appelé copal.
L'adaptation de la sculpture sur papier mâché au bois est mise au point par Manuel Jiménez, originaire d'Arrazola. Cette version de l'artisanat s'est depuis étendue à un certain nombre d'autres villes, notamment San Martín Tilcajete et La Unión Tejalapan, et est devenue une source importante de revenus pour la région, notamment pour Tilcajete. Le succès de l'artisanat, cependant, a conduit à l'appauvrissement des producteurs d'encens indigènes. Les efforts de reboisement et de gestion des arbres à encens sauvages n'ont eu qu'un succès limité. Les trois villes les plus étroitement associées à la production d'alebrije à Oaxaca ont produit un certain nombre d'artisans remarquables tels que Manuel Jiménez, Jacobo Ángeles, Martín Sandiego, Julia Fuentes et Miguel Sandiego.

## Origines

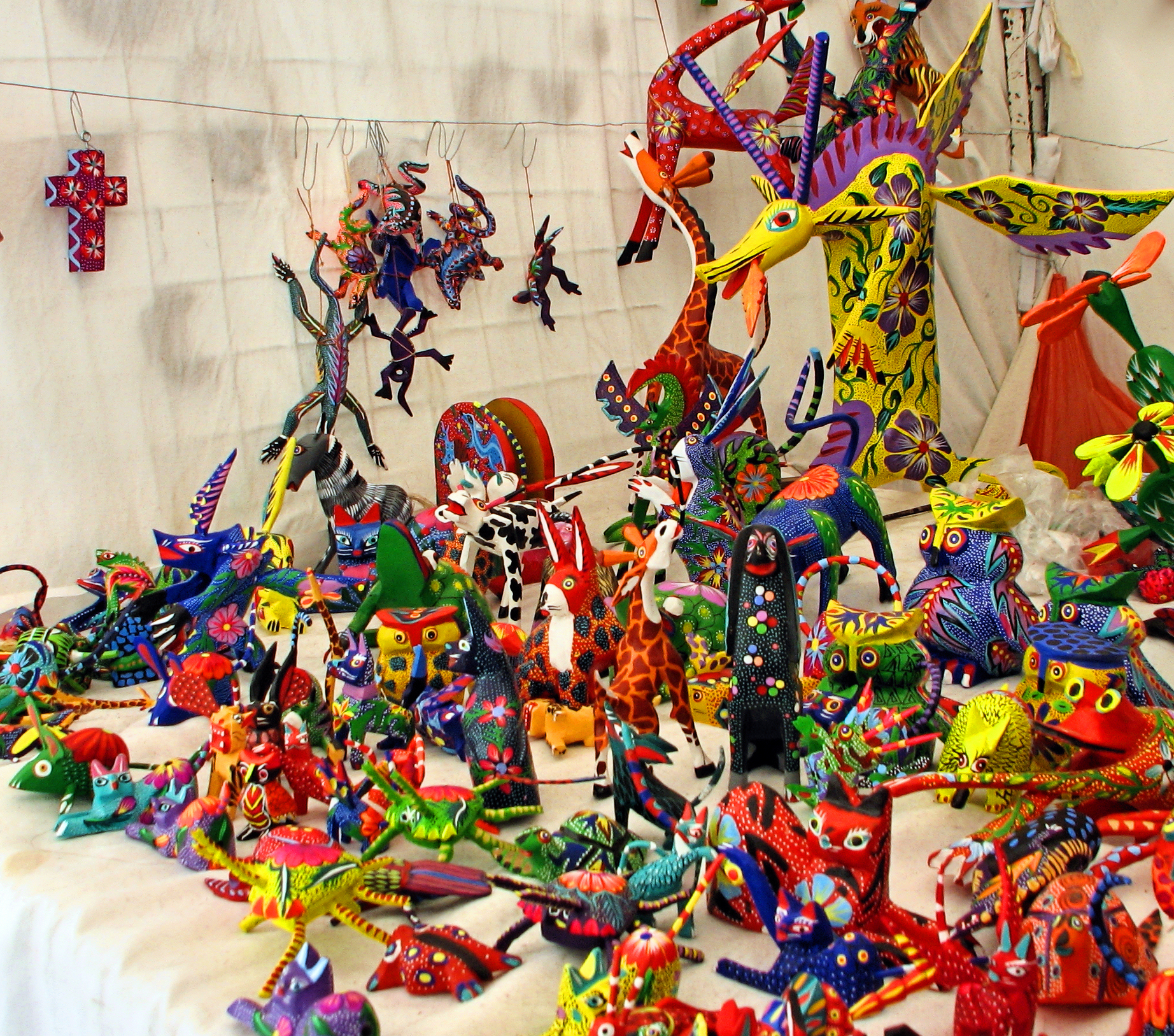
Des alebrijes au marché Pochote dans la ville de Oaxaca.

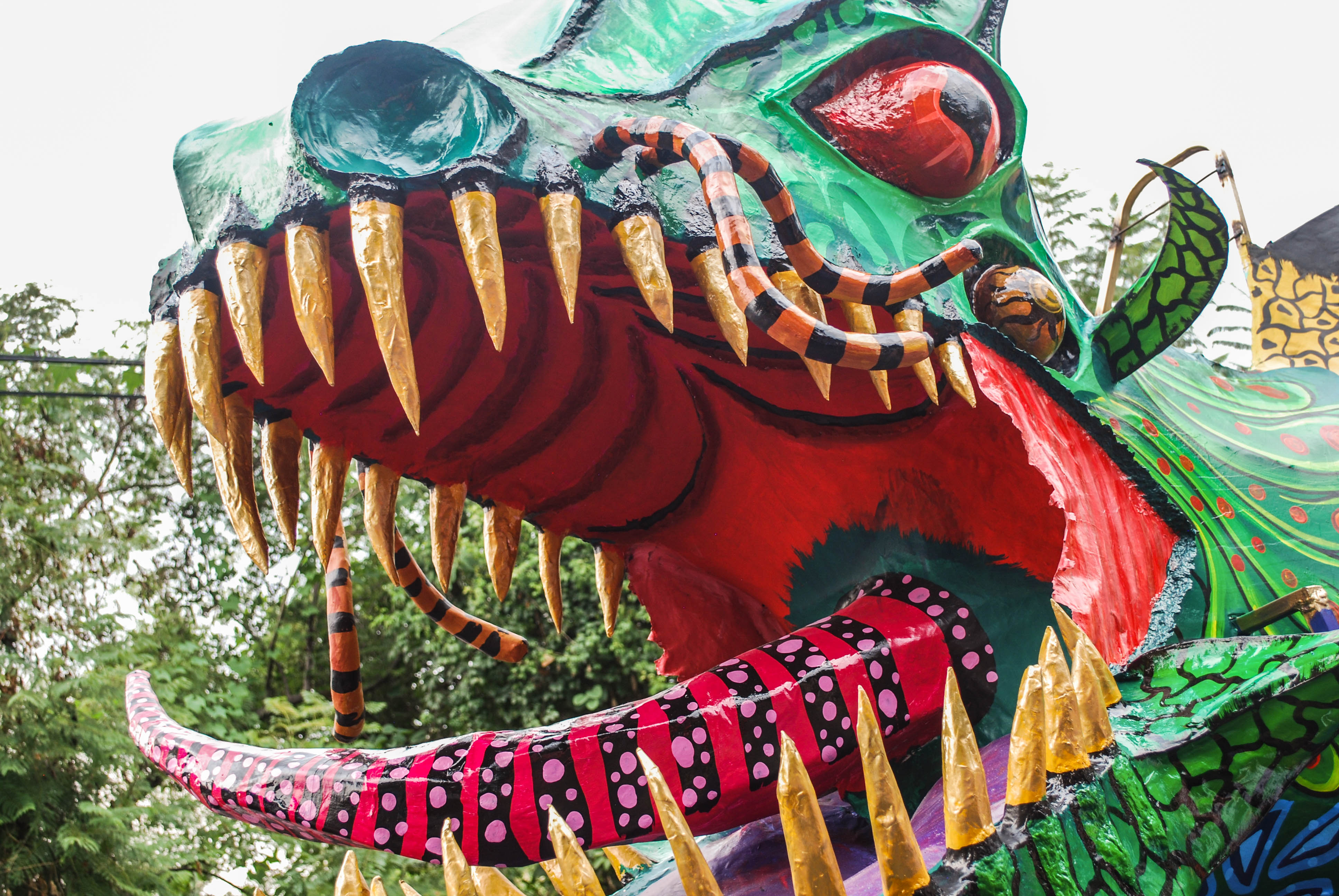
Zacualpan Mojiganga 070.

Les alebrijes apparaissent dans la ville de Mexico en 1936.Les premières, ainsi que le nom lui-même, sont attribués à Pedro Linares, un artisan de la ville de Mexico, spécialisé dans la fabrication de piñatas, de masques de carnaval et de personnages « Judas » en cartonería (sorte de papier-mâché). Il vend ses œuvres sur des marchés comme celui de La Merced (en),,
En 1936, alors qu'il a 30 ans Linares tombe malade avec une forte fièvre, ce qui le fait halluciner. Dans ses rêves fébriles, il est dans une forêt avec des rochers et des nuages, dont beaucoup se transforment en créatures sauvages et anormalement colorées, souvent avec des ailes, des cornes, des queues, des dents féroces et des yeux saillants. Il entend une foule de voix qui répétent le mot absurde « alebrije ». Après son rétablissement, il commence à recréer les créatures qu'il a vues, en utilisant du papier mâché et du carton,,. Finalement, un galeriste de Cuernavaca découvre son œuvre. Cela attire l'attention de Diego Rivera et Frida Kahlo, qui commencent à commander d'autres alebrijes. La tradition s'est considérablement développée après le documentaire sur Linares du cinéaste britannique Judith Bronowski en 1975.
Linares reçoit le prix national des arts et des sciences du Mexique dans la catégorie Arts et traditions populaires en 1990, deux ans avant sa mort,, ce qui inspire d'autres artistes d'alebrije, et son travail est apprécié au Mexique et à l'étranger. Rivera dit que personne d'autre n'aurait pu façonner les étranges figures qu'il demandait ; le travail réalisé par Linares pour Rivera est maintenant exposé au musée Anahuacalli à Mexico.
Les descendants de Pedro Linares, dont beaucoup vivent à Mexico, près du Marché Sonora (en), perpétuent la tradition de fabriquer des alebrijes et d'autres figures en carton et en papier mâché, dont les Rolling Stones et David Copperfield. Les Stones ont donné à la famille des billets pour leur spectacle. Diverses branches de la famille occupent une rangée de maisons dans la même rue. Chaque famille travaille dans ses propres ateliers dans ses propres maisons, mais ils s'entraident pour les grosses commandes. La demande augmente et diminue, parfois il n'y a pas de travail et parfois les familles travaillent 18 heures par jour.
Les conceptions originales des alebrijes de Pedro Linares sont tombées dans le domaine public. Cependant, selon le chapitre trois de la loi fédérale mexicaine de 1996 sur le droit d'auteur, il est illégal de vendre des produits artisanaux fabriqués au Mexique sans reconnaître la communauté et la région dont ils proviennent, ou de modifier ces produits d'une manière qui pourrait être interprétée comme nuisant à la réputation ou à l'image de la culture. La loi s'applique à la commercialisation de l'artisanat ainsi qu'à son exposition publique et à l'utilisation de ses images. Cependant, cette loi est rarement appliquée ; la plupart des vendeurs d'artisanat au Mexique donnent rarement l'origine de leurs produits. Le nom « alebrijes » est utilisé pour une grande variété d'artisanat bien que la famille Linares cherche à prendre le contrôle du nom. Elle dit que les pièces qui ne sont pas fabriquées par elle et qui ne proviennent pas de la ville de Mexico devraient l'indiquer. Elle continue d'exporter son travail dans les plus importantes galeries d'art mexicain du monde entier Par exemple, « Beasts and Bones : la cartonería de la famille Linares » à Carlsbad, en Californie, compte environ soixante-dix alebrijes et est si populaire qu'elle est prolongée de plusieurs semaines.
Cependant, parce qu'une variété d'artistes et d'artisans créent des alebrijes dans leurs propres styles, l'artisanat devient partie intégrante du répertoire de l'art populaire mexicain. Il n'existe pas deux alebrijes exactement pareils. En dehors de la famille Linares, l'une des artistes alebrije les plus connues est Susana Buyo, qui apprend à travailler le carton et le papier mâché dans l'un des ateliers de la famille Linares. Connue sous le nom de « Señora de los Monstruos » (dame des monstres) par les enfants locaux à la Condesa, un quartier chic de Mexico, elle est native d'Argentine et citoyenne mexicaine naturalisée. Son travail est visible à Mexico et ailleurs, notamment en Europe. Il diffère de celui des Linares par le fait que beaucoup de ses dessins comportent des contours humains et que beaucoup d'entre eux ont des expressions plus tendres que terrifiantes. Elle utilise également des matériaux non traditionnels comme les plumes, les pierres fantaisie et les résines modernes, tant pour la nouveauté que pour la durabilité.
Des similitudes et des parallèles peuvent être établis entre les alebrijes et diverses créatures surnaturelles du passé indigène et européen du Mexique. Dans l'art préhispanique, les images aux couleurs vives sont souvent fantastiques et macabres,. Les influences du quartier chinois de Mexico, surtout chez les dragons, et l'art gothique comme les gargouilles sont visibles. Les démons en carton rouge appelés Judas, que Linares crée, sont encore faits pour être brûlés au Mexique pendant la Semaine Sainte dans les rituels de purification. Des prédécesseurs plus récents de la culture mexicaine, les artistes Julio Ruelas et José Guadalupe Posada, graphiste et commentateur, créent des images fantastiques et parfois terrifiantes. Des alebrijes, en particulier les monstres, acquièrent une réputation pour « effrayer les mauvais esprits » et protéger la maison,. Certains, comme Christian David Mendez, maître artisan, affirment que la création et la possession des alebrijes implique un certain mysticisme, avec certaines parties des animaux représentant les caractéristiques humaines.

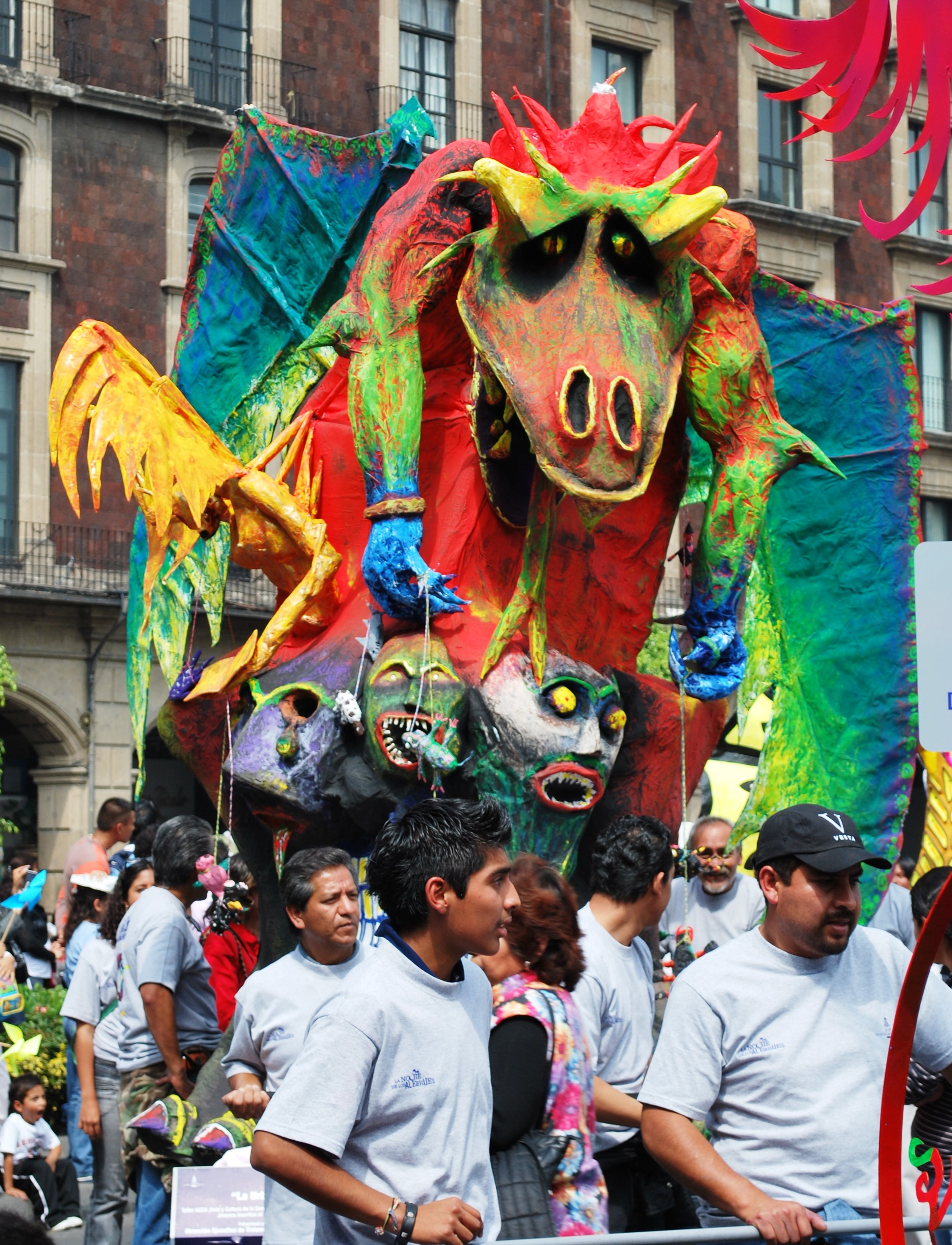
Un alebrije monumental appelé « La Urbe » sur le Zocalo de Mexico pendant le défilé de 2009.

Un phénomène plus récent, le défilé annuel des alebrijes de Mexico, est parrainé par le Museo de Arte Popular depuis 2007. En 2009, plus de 130 alebrijes géants en bois, carton, papier, fil de fer et autres matériaux défilent depuis le Zocalo dans le centre historique de la ville jusqu'au monument de l'Ange de l'indépendance sur le Paseo de la Reforma. Chaque année, les inscriptions d'artisans, d'artistes, de familles et de groupes deviennent plus grandes, plus créatives et plus nombreuses, avec des noms tels que :
- « Devora Stein » par Uriel López Baltazar,
- « Alebrhijos » par Santiago Goncen,
- « Totolina », par Arte Lado C,
- « AH1N1 » par Taller Don Guajo,
- « Volador », par Taller de Plástica El Volador,
- « La mula del 6 » par Daniel Martínez Bartelt,
- « La gárgola de la Atlántida » par Juan Carlos Islas and
- « Alebrije luchador » par Ricardo Rosales,

et sont accompagnés de groupes jouant de la musique populaire mexicaine. À la fin du défilé, les pièces sont alignées sur le Paseo de la Reforma pour être jugées et exposées pendant deux semaines. Le défilé des alebrijes 2010 a des thèmes liés au bicentenaire de l'indépendance du Mexique et au centenaire de la révolution mexicaine, bien que Walter Boelsterly, directeur du Museo de Artes Populares, admette que cela peut exiger un peu de tolérance car cela peut mener à des personnalités vénérées comme Miguel Hidalgo et Ignacio Allende avec des animaux dans le cœur. Cependant, il affirme que le but est de célébrer et non de se moquer. En plus du défilé annuel, le Musée parraine des expositions d'alebrijes, comme celui de trois mètres de haut qui a attiré l'attention à la foire internationale du livre à Bogotá. Le mot « alebrije » n'est pas connu en Colombie, c'est pourquoi les colombiens les surnomment « dragoncito » (petit dragon). En plus de dragoncito, 150 autres pièces d'artisanat mexicain plus petites sont présentées.

## Alebrijes de Oaxaca

### Développement de l'artisanat

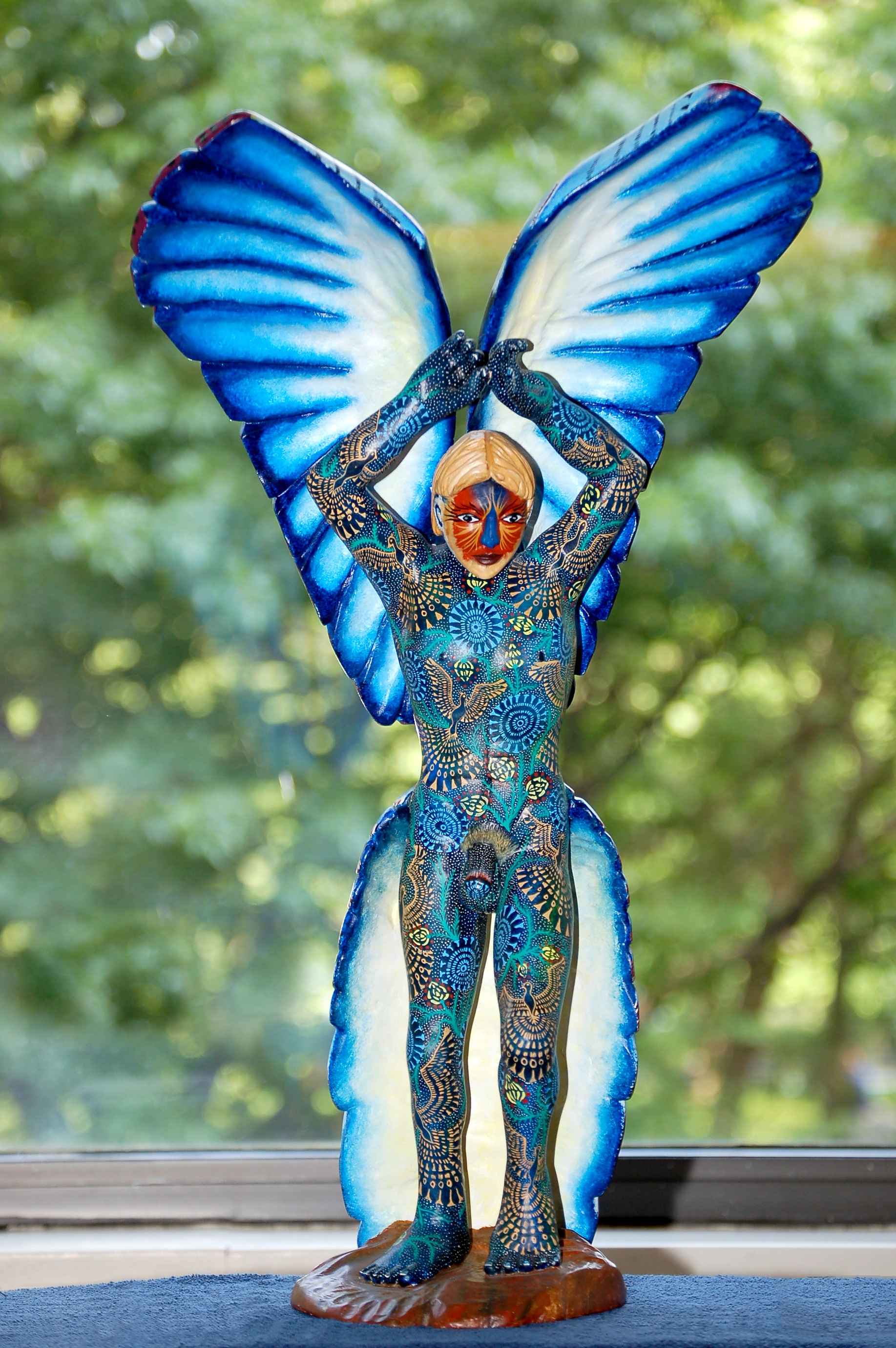
« L'homme papillon » par Francisca Calva d'Oaxaca.

De nombreux ménages ruraux de l'état mexicain d'Oaxaca prospèrent au cours des trois dernières décennies grâce à la vente de sculptures sur bois fantaisistes et aux couleurs vives, qu'ils appellent alebrijes, aux touristes internationaux et aux propriétaires de boutiques d'art ethnique aux États-Unis, au Canada et en Europe. Ce que l'on appelle alebrijes à Oaxaca est un mariage des traditions autochtones en matière de sculptures sur bois, et l'influence du travail de Pedro Linares dans la ville de Mexico.
Pedro Linares est originaire de Mexico. Dans les années 1980, la cinéaste britannique Judith Bronowski organise un atelier de démonstration itinérant aux États-Unis avec la participation de Pedro Linares, Manuel Jiménez et de l'artisan textile Maria Sabina de Oaxaca. Bien que la région de la vallée d'Oaxaca ait déjà une histoire de sculpture d'animaux et d'autres types de figures en bois, c'est à l'époque de l'atelier de Bronowski que les artisans d'Oaxaca connaissent les sculptures en papier mâché d'Alebrijas. Les œuvres de Linares sont ensuite adaptés à la sculpture d'un bois local appelé copal. Cette adaptation est réalisée par Manuel Jiménez, originaire d'Arrazola. Cette version de l'artisanat s'est depuis étendue à un certain nombre d'autres villes, notamment San Martín Tilcajete et La Unión Tejalapan, devenant une source importante de revenus pour la région, notamment pour Tilcajete. Le succès de l'artisanat, cependant, conduit à l'appauvrissement des copaliers indigènes. Les efforts de reboisement et de gestion du copal sauvage n'ont qu'un succès limité pour y remédier. Les trois villes les plus étroitement associées à la production d'alebrije à Oaxaca produisent un certain nombre d'artisans remarquables tels que Manuel Jiménez, Jacobo Angeles, Martin Sandiego, Julia Fuentes et Miguel Sandiego. L'une des choses les plus importantes à propos des créatures fantastiques sculptées dans le bois est que chaque pièce est amovible, ce qui vous permet de dire que vous avez une pièce sculptée par un des grands sculpteurs originaux. Les sculpteurs ultérieurs n'ont pas appris la technique de faire en sorte que chaque pièce s'ajuste si bien qu'elle puisse être enlevée et remise en place encore et encore. Ces pièces ont plus que triplé en valeur. La peinture sur ces figurines est aussi plus intense et variée. Le premier à copier les formes fantastiques et les couleurs vives est Manuel Jiménez, qui sculpte les figures en bois de copal local plutôt qu'en papier. Les Zapotèques ont toujours sculpté des figures animales dans les vallées centrales de Oaxaca depuis l'époque pré-hispanique. Des totems d'animaux locaux sont sculptés pour la chance ou à des fins religieuses ainsi que des leurres de chasse. Des figurines sont également sculptées pour les enfants sous forme de jouets, une tradition qui s'est perpétuée pendant une bonne partie du XXe siècle. Après que l'artisanat devient populaire à Arrazola, il se répand à Tilcajete et de là à un certain nombre d'autres communautés, et maintenant les trois principales communautés sont San Antonino Arrazola, San Martín Tilcajete et La Union Tejalapam, qui ont chacune développé leur propre style,. La sculpture de figures en bois n'avait pas de nom, de sorte que le nom « alebrije » est finalement adopté pour toute figure en bois de copal sculpté et de couleur vive, qu'il s'agisse d'un animal réel ou non,. Pour faire la distinction, les sculptures de créatures fantastiques, plus proches des alebrijes de Linares, sont parfois appelées « marcianos » (martiens). Les alebrijes d'Oaxaca éclipsent la version de Mexico, avec un grand nombre de magasins dans et autour de Oaxaca, qui vend les œuvres et on estime que plus de 150 familles dans cette région vivent en faisant ces pièces.

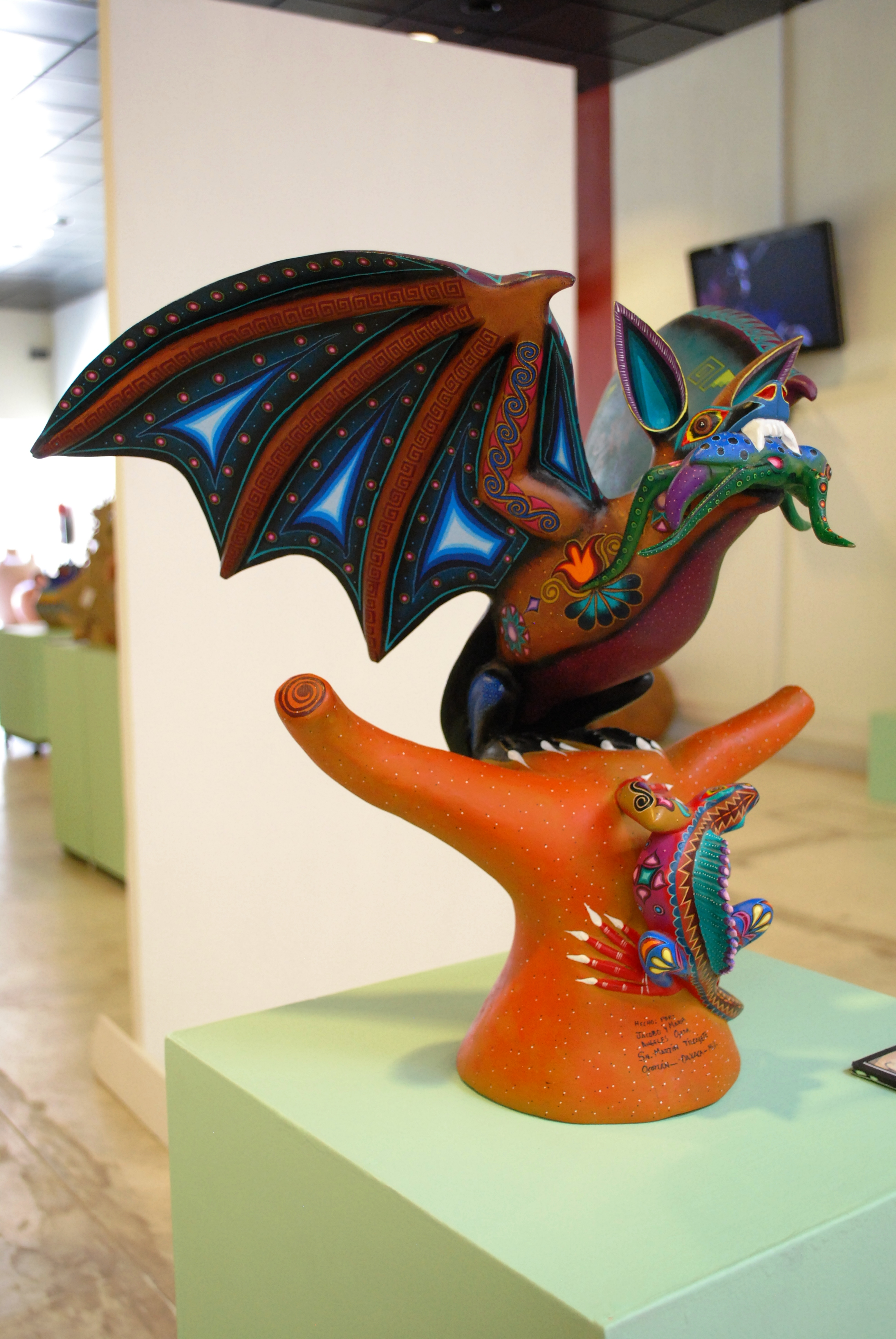
Alebrije « El Ciclo de Oaxaca » par Jacobo et Maria Angeles exposé au Museo Estatal de Artes Populares de Oaxaca in San Bartolo Coyotepec.

La sculpture sur bois, ainsi que d'autres activités artisanales à Oaxaca, prend de l'importance à mesure que l'État s'ouvre au tourisme. Cela commence dans les années 1940 avec l'autoroute panaméricaine et se poursuit jusqu'à ce jour avec la construction de plus de routes, d'aéroports et d'autres moyens de transport coïncidant avec la prospérité croissante des États-Unis et du Canada faisant du Mexique des vacances exotiques abordables. Avant les années 1980, la plupart des sculptures sur bois sont le monde naturel et spirituel des communautés, avec des animaux de ferme, des fermiers, des anges et autres. Ces pièces, maintenant appelées « rustiques », sont sculptées et peintes de manière simple. Plus tard connus pour leurs alebrijes, des sculpteurs comme Manuel Jiménez d'Arrazola, Isadoro Cruz de Tilcajete et Martin Sandiego de La Union commencent par sculpter des animaux quand ils sont jeunes, souvent en faisant d'autres tâches comme garder des moutons. Dans les années 1960 et 1970, ces sculpteurs ont assez de réputation pour vendre leur travail dans la ville d'Oaxaca. Au fur et à mesure que de plus en plus de marchands, expédiant vers d'autres régions du Mexique et à l'étranger, visitent les villages ruraux, des animaux exotiques comme les lions, les éléphants et autres se sont ajoutés, et sont finalement devenus le succès de ce commerce,. Les peintures traditionnelles ont fini par céder la place à l'acrylique Les concours d'artisans organisés par l'état d'Oaxaca dans les années 1970, qui encouragent les sculpteurs à essayer de nouvelles idées pour gagner des prix et vendre leurs œuvres aux musées nationaux, sont un autre développement qui encourage la sculpture sur bois.
Dans les années 1970 et au début des années 1980, les sculpteurs des trois villages vendent des œuvres principalement à des propriétaires de magasins à Oaxaca, un seul sculpteur, Manuel Jiménez travaillant à plein temps. La plupart des autres sculpteurs utilisent l'artisanat pour compléter les revenus de l'agriculture et le travail salarié. Au milieu des années 1980, l'influence des alebrijes de Linares devient populaire et les grossistes et commerçants américains commencent à traiter directement avec les artisans d'Oaxaca. Le désir des marchands étrangers pour les animaux non indigènes et les alebrijes nouvellement populaires affecte le marché,. En 1990, la sculpture sur bois commence à prospérer, la plupart des ménages d'Arrazola et de Tilcajete tirant au moins une partie de leurs revenus de cette activité. La Union réussit moins bien à attirer les marchands et les touristes. Le boom a un effet économique dramatique, déplaçant les économies d'Arrazola et de Tilcajete de l'agriculture vers la sculpture, ce qui affecte également les sculptures qui sont produites. Les sculptures deviennent plus compliquées et les peintures plus ornées à mesure que les familles se font concurrence. Les sculpteurs néophytes se spécialisent aussi en cherchant un créneau pour concurrencer les sculpteurs déjà établis. L'artisanat continue à s'établir dans les années 1990, avec l'arrivée de nouvelles familles et de touristes à Oaxaca, qui construisent de nouvelles routes. Certains de ces nouveaux artisans d'Oaxaca étendent le dessin à des animaux réalistes, peints abstraits, en particulier la famille Mendoza (Luis Pablo, David Pablo et Moises Pablo alias Ariel Playas), créant ainsi une nouvelle génération d'alebrijes.
Bien que la tendance des ventes soit surtout positive pour les alebrijes d'Oaxaca, elle dépend des fluctuations du marché mondial et du tourisme vers Oaxaca. Il y a un déclin des ventes à la fin des années 1980, peut-être en raison de la saturation du marché mondial et de la prédominance des modèles répétitifs et peu imaginatifs. Les ventes augmentent de nouveau dans les années 1990, puis chutent en 2001, lorsque le tourisme en provenance des États-Unis diminue, et rechutent précipitamment en 2006 en raison des troubles sociaux dans tout l'état. Elle ne se sont pas complètement rétablie depuis.
Le marché de l'alebrije est divisé en deux niveaux, la production de pièces uniques, de haute qualité et à forte intensité de main-d'œuvre et la production de pièces répétitives, de qualité moyenne et peu coûteuses. Ceux qui produisent des pièces d'une qualité exceptionnelle acquièrent une réputation d'artistes, avec des prix élevés. Les pièces plus grandes sont généralement fabriquées uniquement par les meilleures familles de sculpteurs. Alors que les pièces peuvent être achetées et commandées directement auprès des artisans, la plupart sont vendues à des intermédiaires qui les vendent à leur tour dans des magasins au Mexique et ailleurs. Les familles de sculpteurs les plus prospères vendent presque exclusivement à des marchands et peuvent n'avoir que quelques pièces disponibles pour les visiteurs. Au Mexique, les alebrijes d'Oaxaca sont souvent vendus dans des lieux touristiques tels que Oaxaca, La Paz, Cancún, Cozumel et Puerto Escondido. La plupart des pièces vendues à l'échelle internationale vont aux États-Unis, au Canada, en Europe et au Japon, où les pièces les plus chères finissent dans les magasins d'artisanat ethnique des zones urbaines, des villes universitaires et des centres de villégiature haut de gamme,,. Les pièces meilleur

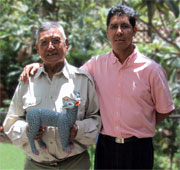
Manuel Jiménez avec l'une de ses créations.

marché sont généralement vendues dans les salons professionnels et les boutiques de cadeaux. Les touristes qui achètent directement aux sculpteurs paient le double environ du prix de gros. Chaque pièce varie selon la qualité, la couleur, la dimension, la taille, l'originalité, voire la renommée du sculpteur. Les pièces les plus chères sont le plus souvent envoyées à l'étranger. Les pièces vendues au détail à Oaxaca varient généralement de un à deux cents dollars. Les figures les plus commercialisées sont celles de chiens, tatous, iguanes, girafes, chats, éléphants, zèbres, cerfs, dauphins, requins et poissons[17] Les animaux sont souvent peints de couleurs et dessins éclatants, avec des caractéristiques qui ne ressemblent en rien au monde naturel. L'anthropomorphisme est courant et les sculptures d'animaux jouant d'instruments de musique, jouant au golf, pêchant et s'adonnant à d'autres activités humaines sont très populaires. Des créatures fantastiques comme les dragons, les chimères et autres sont également sculptées, même des sculptures de Benito Juárez, du sous-commandant Marcos, des chupacabras (êtres imaginaires qui mangent des chèvres), des martiens, des sirènes et des hélicoptères. La diversité des figures est due à un marché segmenté, tant au Mexique qu'à l'étranger, qui récompense la nouveauté et la spécialisation. Dans plusieurs cas, les sculptures reviennent à des images de la culture mexicaine comme les anges, les saints et les vierges, qui auront des visages sombres même si elles sont peintes de couleurs très claires. Les démons et les squelettes font souvent partie de scènes plus festives qui les dépeignent, par exemple, en train de monter des chiens et de boire. Les clients étrangers exigent des personnages plus créatifs et peu répétitifs. Les prix à l'étranger varient de trois à cinq fois le prix de détail à Oaxaca, avec une moyenne de cent dollars, le plus bas se situant habituellement autour de dix dollars et le plus élevé autour de deux mille. L'une des pièces les plus chères vendues dans un village de sculpture l'est en 1995, quand un médecin de Mexico paie trois mille dollars à Isidro Cruz de Tilcajete pour une pièce intitulée « Carrousel des Amériques ». Cruz met trois mois pour fabriquer son œuvre. Le revenu moyen des familles d'Arrazola et de Tilcajete est d'environ deux mille dollars par année, mais les artistes exceptionnels peuvent gagner jusqu'à vingt mille,. Deux mille dollars par année, c'est beaucoup plus que la moyenne à Oaxaca et cela permet aux familles de construire ou d'agrandir leur logement et d'envoyer leurs enfants à l'école secondaire. Dans certaines villes, en particulier à Tilcajete, l'économie est passée de l'agriculture à la sculpture sur bois, un certain nombre de familles abandonnant complètement l'agriculture. Cependant, pour la plupart des ménages d'Oaxaca, le succès des alebrijes ne remplace pas la nécessité d'exploiter une ferme ou d'envoyer à Mexico ou aux États-Unis les membres de leur famille pour travailler et renvoyer les fonds,.
Malgré la réputation d'Oaxaca pour la production d'artisanat par les peuples indigènes, les fabricants d'alebrije sont des hispanophones monolingues qui ne s'identifient généralement pas comme faisant partie d'un groupe indigène bien que presque tous aient des ancêtres zapotèques. Les alebrijes sont considérés comme des objets de nouveauté pour les fabricants plutôt que comme l'expression d'un patrimoine culturel,. La sculpture sur bois plus traditionnelle, comme les ustensiles, les jouets, les figures religieuses et autres, est encore pratiquée par des résidents plus âgés, mais ces métiers sont occultés par les alebrijes. Environ cent cinquante familles se consacrent maintenant, au moins à temps partiel, à fabriquer les alebrijes ; les techniques de sculpture sont transmises de génération en génération et les enfants grandissent à lcôté d'animaux fantastiques soit déjà finis, soit en cours de finition.
En raison de copies provenant d'autres endroits, un système de certification est à l'étude pour assurer la viabilité des métiers d'art de cette région. Cela comprend l'éducation des consommateurs et la collaboration avec des magasins réputés.

### Le processus de sculpture

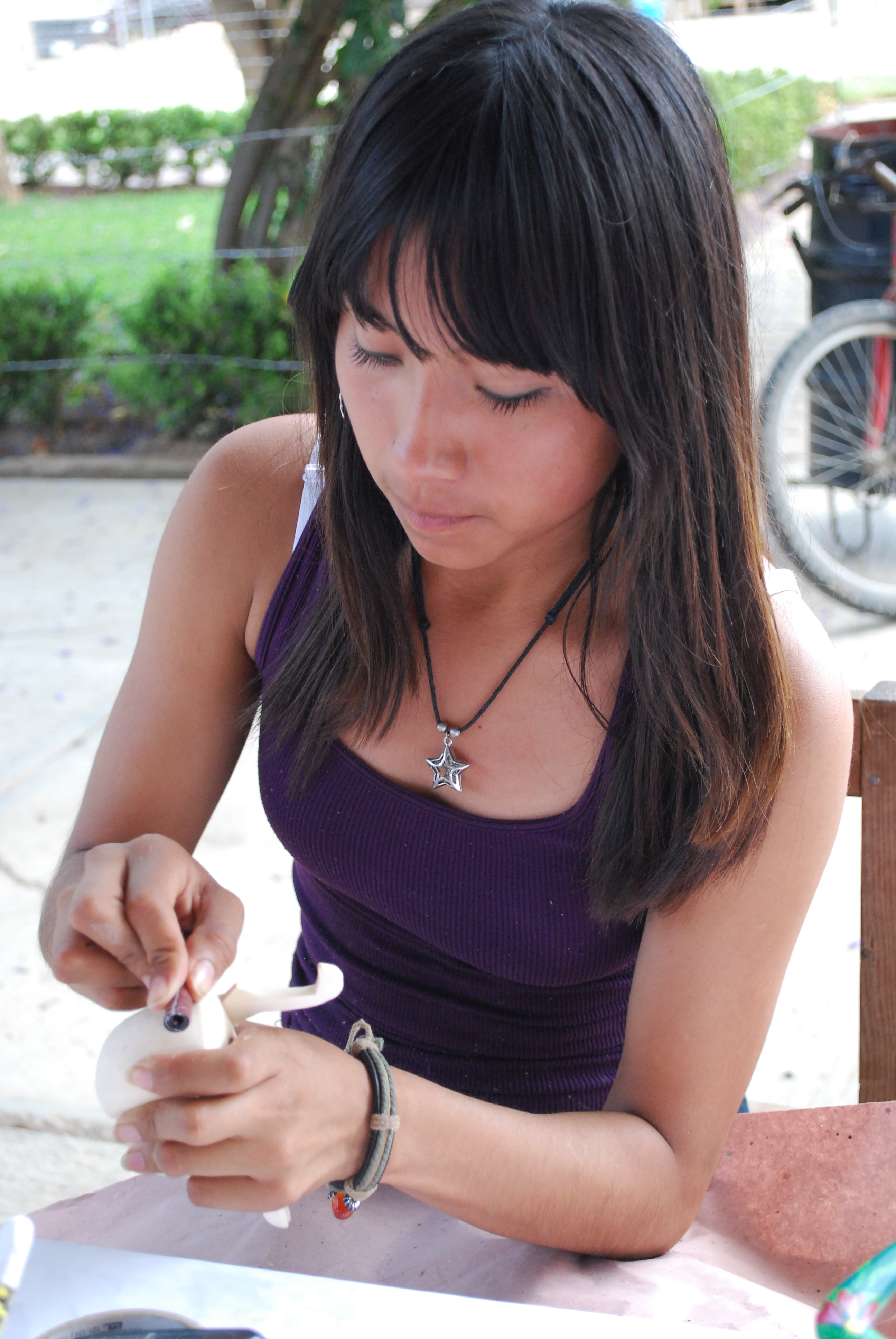
Une femme en train de sabler (poncer) un alebrije à San Martin Tilcajete.

La sculpture d'une pièce, qui se fait alors que le bois est encore humide, peut durer de quelques heures à un mois, selon la taille et la finesse de l'œuvre. Souvent, le bois de copal utilisé influence ce qui est fait, à la fois en raison des formes que les branches peuvent prendre et parce que les arbres mâles et femelles diffèrent en dureté et forme,. La sculpture se fait avec des outils manuels non mécaniques tels que machettes, ciseaux et couteaux. Le seul cas où un outil plus sophistiqué est utilisé, c'est lorsqu'une scie à chaîne est utilisée pour couper une branche ou niveler une base pour la figure proposée. La forme de base de la créature est habituellement taillée à la machette, puis une série de petits couteaux utilisés comme forme finale est obtenue. Certains détails comme les oreilles, la queue et les ailes sont habituellement faits de pièces séparées de celle du corps principal.
Après la sculpture, la figurine est ensuite laissée à sécher jusqu'à dix mois, en fonction de sa taille et de son épaisseur totale. Le bois semi tropical comme le copal est sensible aux infestations d'insectes, c'est pourquoi les morceaux séchants sont souvent trempés dans de l'essence et parfois cuits au four pour s'assurer que tous les œufs d'insectes sont détruits,. En séchant, ils sont également susceptibles de se fendre. Les fissures sont remplies de petits morceaux de bois de copal et d'un mélange de résine de sciure de bois avant la peinture. Les sculptures sur bois d'Oaxaca sont toutes peintes à l'origine avec des peintures à l'aniline faites avec des ingrédients naturels tels que l'écorce du copal, le bicarbonate de sodium, le jus de lime, les graines de grenade, le zinc, l'indigo, le huitlacoche et le cochinéal. Depuis 1985, la plupart des sculpteurs sont passés à l'acrylique qui résiste mieux à la décoloration et aux nettoyages répétés. Cependant, certains utilisent encore des peintures à l'aniline car elles ont un aspect plus rustique que certains clients préfèrent. Quoi qu'il en soit, la peinture se fait généralement en deux couches, avec une sous-couche solide et un dessin multicolore superposé,.
À l'origine, la sculpture sur bois est une activité solitaire dont tous les aspects sont réalisés par une seule personne, habituellement un homme. Avec l'envolée des ventes dans les années 1980, le travail commence à être partagé entre les membres de la famille. Les femmes et les enfants aident surtout au ponçage et à la peinture, laissant aux hommes moins de la moitié du travail qui entre dans la composition des personnages. Malgré cela, les pièces sont encore considérées comme l'œuvre d'une seule personne, habituellement le sculpteur masculin. Il y a des exceptions à cette règle. Il y a des hommes qui peignent mieux qu'ils ne sculptent et dans la communauté de San Pedro Taviche, les femmes ramassent et sculptent le bois à peu près aussi souvent que les hommes. Dans la plupart des cas, tout le travail sur les pièces est effectué par les membres de la famille. Les familles peuvent embaucher d'autres membres de leur famille ou des étrangers si elles sont confrontées à une commande importante. Cependant, seules les familles de sculpteurs les plus établies peuvent bénéficier d'une aide extérieure permanente et un certain nombre d'entre elles refusent d'embaucher des personnes extérieures.

### Bois de copal

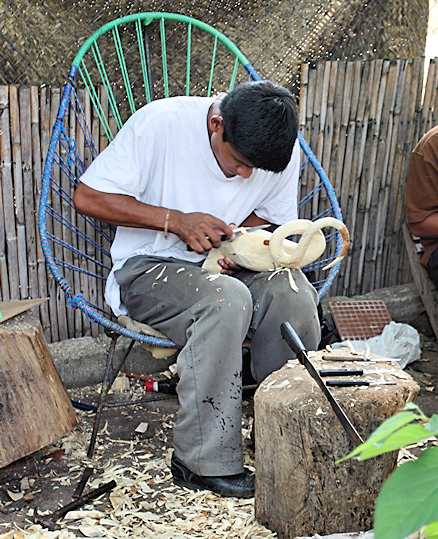
An alebrije en train d'être sculpté avec du bois de copal à Arrazola.

Presque tous les sculpteurs d'alebrije à Oaxaca utilisent le bois d'arbres du genre Bursera (famille des Burseraceae), avec une préférence pour l'espèce B. glabrifolia, qui est localement appelée copal ou copalillo. Cet arbre se trouve typiquement dans les forêts tropicales sèches du Oaxaca et des états voisins. Les exceptions sont Isidro Cruz de Tilcajete, qui utilise le « zompantle » (Erythrina coralloides) et la famille Manuel Jiménez, qui taille dans le cèdre tropical (Cedrela odorata) importé du Guatemala,.
À l'origine, les sculpteurs s'approvisionnent eux-mêmes en bois dans les forêts locales. Les copals sont courts et accroupis et ne produisent pas beaucoup de bois ; chaque morceau est utilisé. Malgré cela, le succès de la sculpture sur bois provoque un drainage non durable du copal sauvage local, et presque tous les arbres près de Tilcajete et Arrazola ont disparu,. Cet épuisement localisé donne rapidement naissance à un marché du bois de copal à Oaxaca, même si beaucoup des copals des autres régions appartiennent à une sous-espèce différente, qui a plus de nœuds,. L'obtention de bois est un exercice complexe parce que la négociation avec d'autres municipalités exige de naviguer dans des normes sociales, juridiques et économiques complexes et, dans bien des cas, les autorités environnementales fédérales et étatiques interviennent pour tenter de préserver le copal sauvage dans un certain nombre de régions,. Certaines communautés ont tout simplement refusé de vendre leur bois[,. Ces difficultés conduisent à un marché noir du bois de copal, les sculpteurs s'approvisionnant principalement auprès de vendeurs appelés « copaleros ». La récolte du copalillo n'est pas une tâche complexe ; les arbres sont relativement petits et le bois est mou. L'abattage des arbres se fait à la hache ou à la tronçonneuse. Les branches sont coupées à la machette. La plupart des récoltes ont lieu sur des terres éjidales (communales). Légal ou non, l'achat de bois de copal dans d'autres parties d'Oaxaca exerce une pression insoutenable sur les populations sauvages dans une zone plus large, forçant les copaleros à aller plus loin pour obtenir du bois et souvent à traiter avec des locaux en colère et la police qui cherchent alternativement des pots-de-vin et appliquent la loi. Finalement, cela conduit à seulement six copaleros environ, qui contrôle la plupart du bois vendu et ces fournitures sont peu fiables,. Le gouvernement fédéral indique que les données proviennent en majorité de bois obtenu de manière illégale.
L'approvisionnement en bois de copal est une préoccupation majeure pour les sculpteurs sur bois. Malgré le fait que le coût du bois n'est pas particulièrement élevé, malgré l'effort, l'enjeu principal est la fiabilité,. Un autre enjeu pour les sculpteurs est la qualité. Les artisans ne paieront plus cher leur bois que s'ils sont certains de pouvoir répercuter le coût supplémentaire sur leurs clients. Plusieurs tentatives sont entreprises pour faire pousser les arbres à des fins de sculpture sur bois,,. Le copal est une essence indigène dans la région et pousse donc facilement sans trop de soins. Il faut de cinq à dix ans pour qu'un arbre devienne assez grand pour être récolté (branches ou arbre entier)s,. Certains de ces efforts comprennent des efforts de reboisement parrainés par des groupes comme la Fondation Rodolfo Morales à Ocotlán, et plusieurs familles passent du temps à planter des arbres pendant la saison des pluies. Certains commencent des plantations de copal. Cependant, les besoins actuels en bois l'emportent largement sur ce que ces efforts ont permis de produire.
Un autre effort concerne un programme de gestion de l'approvisionnement en copal sauvage dans une municipalité appelée San Juan Bautista Jayacatlán (en), qui présente des avantages économiques tant pour les producteurs d'alebrijas que pour les propriétaires des forêts où le bois est produit.Il n'est pas encore suffisamment développé pour affecter la récolte illégale de bois, mais ses organisateurs espèrent qu'avec le temps, il deviendra la méthode la plus économique et la plus privilégiée. La différence entre ce programme et d'autres est que cela fonctionne dans le contexte ethnobotanique plus large en favorisant la gestion de l'espèce dans son habitat naturel. Jayacatlán est situé à côté de la réserve de biosphère de Tehuacán-Cuicatlán, récemment créée. L'avantage pour Jayacatlán est de permettre à la municipalité d'exploiter ses ressources en copal tout en préservant sa biodiversité. L'avantage pour les sculpteurs est de promouvoir une source fiable de bois, ainsi qu'une marque de commerce appelée « ecoalebrijes » pour les aider à vendre plus d'alebrijes à un prix plus élevé. Cependant, le bois de Jayacatlan n'est vendu qu'à Arrazola et non à l'autre grand centre de Tilcajete. L'enthousiasme des sculpteurs sur bois d'Arrazola tient plus à l'approvisionnement en bois de qualité qu'à la notion d'écologie.

### San Martin Tilcajete

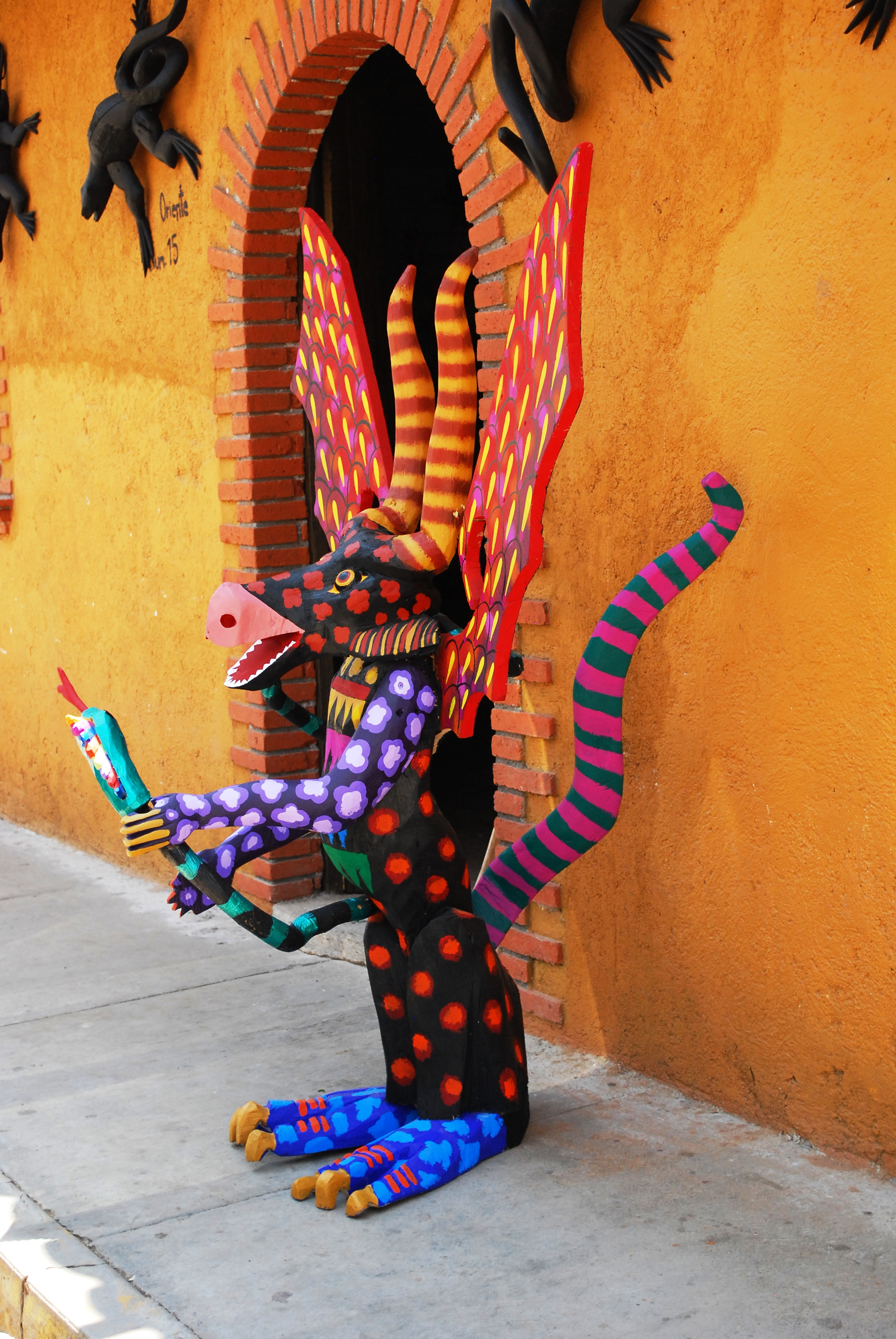
Grand alebrije à l'extérieur d'un magasin à San Martin Tilcajete.

Parmi les trois grandes villes de sculpture, San Martín Tilcajete est celle qui connaît le plus de succès. Ce succès est surtout dû au sculpteur Isidro Cruz, qui apprend à sculpter lorsqu'il a treize ans pendant une longue maladie à la fin des années 1940. Son œuvre est vendue localement et finalement remarquée par Tonatiúh Gutierrez, directeur des expositions du Conseil national mexicain du tourisme, plus tard organisme gouvernemental chargé de la promotion de l'artisanat. Il encourage Cruz à sculpter des masques et le nomme plus tard responsable d'un centre d'achat d'artisanat d'État. Cruz y travaille pendant quatre ans, apprenant beaucoup de choses sur la vente d'artisanat et sur la façon de connecter d'autres personnes de Tilcajete avec le marché. Contrairement à d'autres sculpteurs, Cruz est ouvert aux techniques et à la fin des années 1970, une dizaine d'hommes sculptent et vendent à Tilcajete. Cruzenseigne non seulement ses méthodes à d'autres, mais il a pu acheter de nombreuses œuvres de ses voisins,. Les efforts de Cruz stimulent de nouveaux styles de sculpture, comme les alebrijes, et leur vente dans la ville de Oaxaca. En 1980, il y a quatre familles qui se consacrent à la sculpture, le reste partageant leur temps entre l'artisanat et l'agriculture.Tout au long des années 1960 et jusqu'aux années 1980, les chemises, chemisiers et robes brodés de Tilcajete sont encore très appréciés, mais à la fin des années 1980, la plupart des familles sont impliquées dans la sculpture des alebrijes.
Aujourd'hui, la sculpture d'alebrijes est la base économique de Tilcajete. Tous les vendredis sur la place principale, où se tient le « tianguis del alebrije » ou marché hebdomadaire des figurines en bois. L'événement permet aux visiteurs d'acheter directement des articles d'artisans locaux. Il y a habituellement aussi des vendeurs qui vendent d'autres produits locaux comme de la crème glacée. Chaque année, la municipalité organise sa Feria del Alebrije (foire de l'alebrije), qui propose des ventes et des expositions d'alebrije, de la musique, de la danse et du théâtre. Il y a aussi des offres de cuisine locale et régionale. Plus de 100 vendeurs d'alebrijes, de textiles, de plats locaux, d'objets d'art et de boissons alcoolisées fabriquées localement y participent,. Elle est parrainée par le Groupe de Maîtres Artisans de Tilcajete, qui comprend Hedilberto Olivera, Emilia Calvo, Roberta Ángeles, Juventino Melchor, Martin Melchor, Margarito Melchor Fuentes et Margarito Melchor Santiago, José Olivera Pérez, Jesús Melchor García, Inocente Vásquez, María Jiménez, Cira Ojeda, Jacobo et María Ángeles, Justo Xuana, Victor Xuana, René Xuana, Abad Xuana, Flor et Ana Xuana, Rogelio Alonso, qui travaille dans le papier maché et Doris Arellano, qui est peintre.
Parmi les artisans les plus connus de Tilcajete figurent Delfino Gutierrez, les sœurs Ana et Marta Bricia Hernandez, la famille Efrain et Silvia Fuentes, Coindo Melchor, Margarito Melchor et Maria Jimenez. Delfino Gutierrez se spécialise dans les éléphants de forme libre, les grenouilles, les tortues, les tatous et autres, qui sont vendus dans des magasins à Chicago, en Californie, à New York et en Israël. Les sœurs Hernandez vendent principalement de leur maison et sont connues pour leur style de peinture. La famille Fuentes s'est fait connaître grâce aux talents de sculpteur d'Efrain. Margarito Melchor se spécialise dans les chats, et Coindo Melchor sculpte des équipes de bœufs élaborées avec des taureaux, un chauffeur et un chariot rempli d'animaux et de récoltes ainsi que des créatures qui ont été décrites comme des femmes à tête d'oiseaux. Maria Jimenez et ses frères se spécialisent dans les saints et les anges ainsi que certains animaux. Maria est la peintre la plus connue de la communauté oaxaque. Elle dit qu'elle a une trentaine de motifs qu'elle a mis au point pour des sculptures, dont plusieurs sont liés à l'époque où elle faisait des robes brodées.
L'artisan le plus célèbre est Jacobo Angeles, dont les œuvres sont exposées au Smithsonian et au Musée national d'art mexicain de Chicago, ainsi que dans de nombreux musées, écoles et galeries d'art dans le monde. Jacobo apprend à sculpter avec son père quand il a douze ans, et plus tard, il est encadré par des aînés dans sa communauté et dans d'autres. Alors que les créations d'alebrijes sont innovantes et incorporent des éléments modernes, les créations de la famille Angeles se concentrent sur des représentations de la culture zapotèque. On peut le voir dans les dessins peints, basés sur des influences telles que les frises de Mitla et d'autres symboles anciens, ainsi que dans l'utilisation continue de peintures à l'aniline à base d'ingrédients naturels tels que l'écorce du copal, le bicarbonate de soude, le jus de lime, les graines de grenade, le zinc, l'indigo, huitlacoche et cochinéal. Chaque année, Jacobo voyage aux États-Unis pour promouvoir l'art populaire d'Oaxaca en général auprès d'établissements d'enseignement et comme conférencier dans des institutions artistiques.

### Arrazola

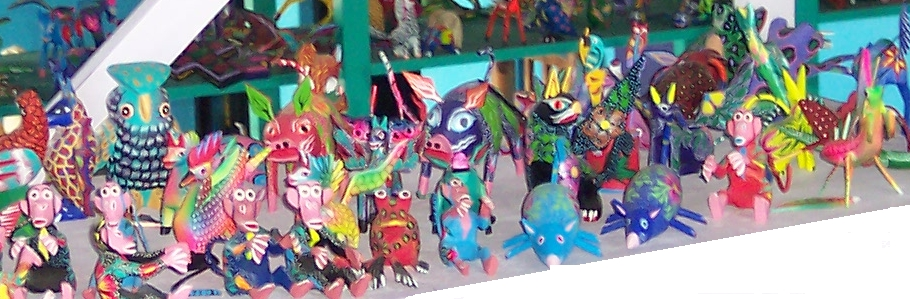
Alebrijes à vendre à Arrazola.

La fabrication d'alebrijes à Oaxaca s'établit d'abord à Arrazola par Manuel Jiménez. Il commence à sculpter des figures en bois dès son enfance dans les années 1920. Vers la fin des années 1950 et le début des années 1960, son travail est vendu dans la ville d'Oaxaca, qui l'amène à être montré aux collectionneurs d'art populaire tels que Nelson Rockefeller. À la fin des années 1960, il expose dans des musées à Mexico et aux États-Unis, et les touristes commencent à visiter son atelier dans les années 1970. Il garde ses techniques de sculpture strictement au sein de la famille avec seulement ses fils et un gendre qui sculpte avec lui. Pour cette raison, seulement six familles sculptent des alebrijes à Arrazola jusqu'en 1985. Jimenez est mort en 2005. Aujourd'hui, les œuvres de Jimenez atteignent un minimum de cent dollars.
Beaucoup de sculpteurs et de communautés de sculpteurs s'engagent dans des spécialités afin d'avoir des niches dans le marché plus compétitif de l'alebrije à Oaxaca. À Arrazola, l'une des spécialités de la communauté est la sculpture de corps d'animaux complexes, en particulier d'iguanes dans une seule pièce de bois. Une autre façon pour la communauté d'être en compétition est son festival annuel « Cuna de los Alebrijes » (berceau des alebrijes), qui a lieu chaque année pour promouvoir ses figurines. Cette foire est coparrainée par le Secrétaire du Tourisme de l'État de Oaxaca. Elle a lieu dans la deuxième quinzaine de décembre, pendant la période de Noël, avec plus de soixante artisans qui font les figurines. L'objectif est d'attirer davantage de touristes dans la ville en ce moment et d'établir des liens avec les magasins, les galeries et les musées.
Comme San Martín Tilcajete, Arrazola a un certain nombre d'artisans bien connus. Marcelo Hernandez Vasquez et ses sœurs font des alebrijes depuis dix-huit ans et Juan Carlos Santiago est recherché pour ses pingouins. Antonio Aragon fabrique de petits cerfs, chiens, lions et chats, finement sculptés et réalistes, et Sergio Aragon se spécialise dans les miniatures. L'un des plus connus est Miguel Santiago, qui vend environ quarante pièces par an. Certaines de ces ventes sont des pièces uniques et d'autres sont des ensembles multiples comme « Frida Kalo entourée de singes ». Les ensembles sont généralement vendus à des acheteurs étrangers pour un prix variant entre trois cents et huit cents dollars et sont envoyés en Europe, au Japon et aux États-Unis. Les décors prennent souvent plus d'un mois à se réaliser et son travail est considéré comme étant dans le haut de gamme du marché. Les commandes de Santiago s'étendent sur plus de deux ans. Santiago travaille avec un frère et plus tard avec un neveu, mais aujourd'hui, il travaille surtout seul avec son père pour l'aider. Un autre des plus connus est une des rares femmes entrepreneurs du marché, Olga Santiago. Elle ne sculpte ni ne peint, mais elle engage plutôt d'autres personnes pour faire le travail pendant qu'elle s'occupe de l'administration. Cependant, elle signe toutes les pièces. Plusieurs de ses sculpteurs et peintres sont de jeunes hommes qui partent rapidement pour former leurs propres ateliers. Bien que son atelier ne soit pas le seul à fonctionner de cette façon, le sien est le plus récent et le plus réussi. La clientèle d'Olga Santiago est composée de touristes, qui lui sont souvent amenés par des guides touristiques, des chauffeurs de taxi, etc. pour une commission, et de grossistes.

### La Unión Tejalapan
La Union Tejalapan n'a pas le même succès qu'Arrazola et Tilcajete parce qu'ils ne réussissent pas réussi à attirer autant de marchands ou de touristes. Cependant, il reste un marché important pour les pièces rustiques simples (pré-alebrije) et les pièces peintes à l'aniline traditionnelle, dans lesquelles La Union est spécialisée. Celles-ci sont populaires auprès de ceux qui recherchent des pièces non alebrije comme les saints, les anges, les démons, les squelettes et les motifs liés au Jour des Morts. Des alebrijes sont également faites, mais sont peintes simplement avec une ou deux couleurs et avec peu de décorations. Les artisans de La Union font des rodéos, des fêtes et des crèches en plusieurs pièces. Un autre aspect rustique des pièces de La Union est que les jambes peuvent être clouées sur les torses. Le premier sculpteur alebrije de La Union est Martin Santiago. Dans les années 1950 et 1960, Santiago travaille aux États-Unis pendant plusieurs périodes comme ouvrier agricole dans le cadre du programme Bracero. Lorsque ce programme prend fin, Santiago se rend compte qu'il ne peut pas subvenir aux besoins de sa famille en cultivant et commence à vendre des sculptures sur bois à un propriétaire de magasin à Oaxaca. Cette entente prend fin à la suite d'un différend complexe. Santiago commence alors à sculpter et à vendre seul avec ses quatre frères et pendant de nombreuses années, la famille Santiago est le seul sculpteur de la communauté.
Aujourd'hui, un certain nombre d'autres personnes sont impliquées dans l'artisanat. Aguilino Garcia vend des mouffettes, des crocodiles, des tatous et des palmiers assez chers. Il a la réputation de travailler au ralenti mais fabrique des pièces qui se vendaient entre cent et quatre cents pesos en 1998. L'équipe mari et femme de Reynaldo Santiago et Elodia Reyes, qui sculptent depuis leur mariage au milieu des années 1970, est mieux connue. Reynaldo est un neveu de Martin Santiago. Comme dans beaucoup d'autres familles de sculpteurs, il sculpte pendant qu'elle peint. Leurs enfants ne sont pas impliqués dans leurs affaires. Tandis que le couple fabrique des pièces de grande et moyenne taille, ils se spécialisent dans les miniatures (environ sept centimètres), comme les chiens, les chats, les girafes, les lapins et les chèvres, qui pour environ trente pesos chacun. Parce que La Union a peu de touristes, le couple dépend surtout des propriétaires de magasins et des grossistes qui achètent chez eux. Aujourd'hui, leurs principaux acheteurs sont un grossiste en Californie et un propriétaire de magasin au Texas.

## Autres régions du Mexique
En dehors de Mexico et Oaxaca, les alebrijes sont connues et fabriquées, mais surtout comme un passe-temps plutôt que comme une source importante de travail. La plupart de ces alebrijes sont en papier mâché, en fil de fer, en carton et parfois avec d'autres matériaux
comme le tissu. Des ateliers et expositions d'alebrije ont lieu à Cancún. Les ateliers sur la fabrication des alebrijes en vue de leur vente ont eu lieu à Cuautla, dans l'état de Morelos. À Tampico, les ateliers sont donnés par Omar Villanueva. Il donne également des ateliers à Nuevo Laredo, Campeche, Cancún, Playa del Carmen, Chetumal, Querétaro et d'autres endroits.
Marcos Zenteno est l'un des artisans alebrije de Cuautla. Il enseigne l'art à sa fille. L'une des principales attractions du Primer Festival Internacional de las Artes de Saltillo (premier festival international des arts de Saltillo) en 2000 sont les alebrijes, qui proviennent d'ateliers de Monclova, Sabinas (en), Parras de la Fuente et Saltillo,.

## Alebrijes illuminés
Une innovation dans les alebrijes sont des versions qui sont éclairées, généralement conçues pour être portées par une seule personne sur les épaules. Au lieu de cartonería, ces alebrijes sont faites sur des cadres métalliques mobiles, avec des lumières LED et avec du tissu et/ou de la peau en plastique. Ce style d'alebrije est présenté pour la première fois lors d'un court défilé qui leur est consacré en 2014 à la Colonia Roma. Ces versions sont réalisées à Mexico par divers artistes, notamment dans des ateliers comme la Fábrica de Artes y Oficios Oriente (en). L'exposition de ces œuvres attire au Museo de Arte Popular à Mexico et au Festival International des Lumières de Mexico.

## Galerie

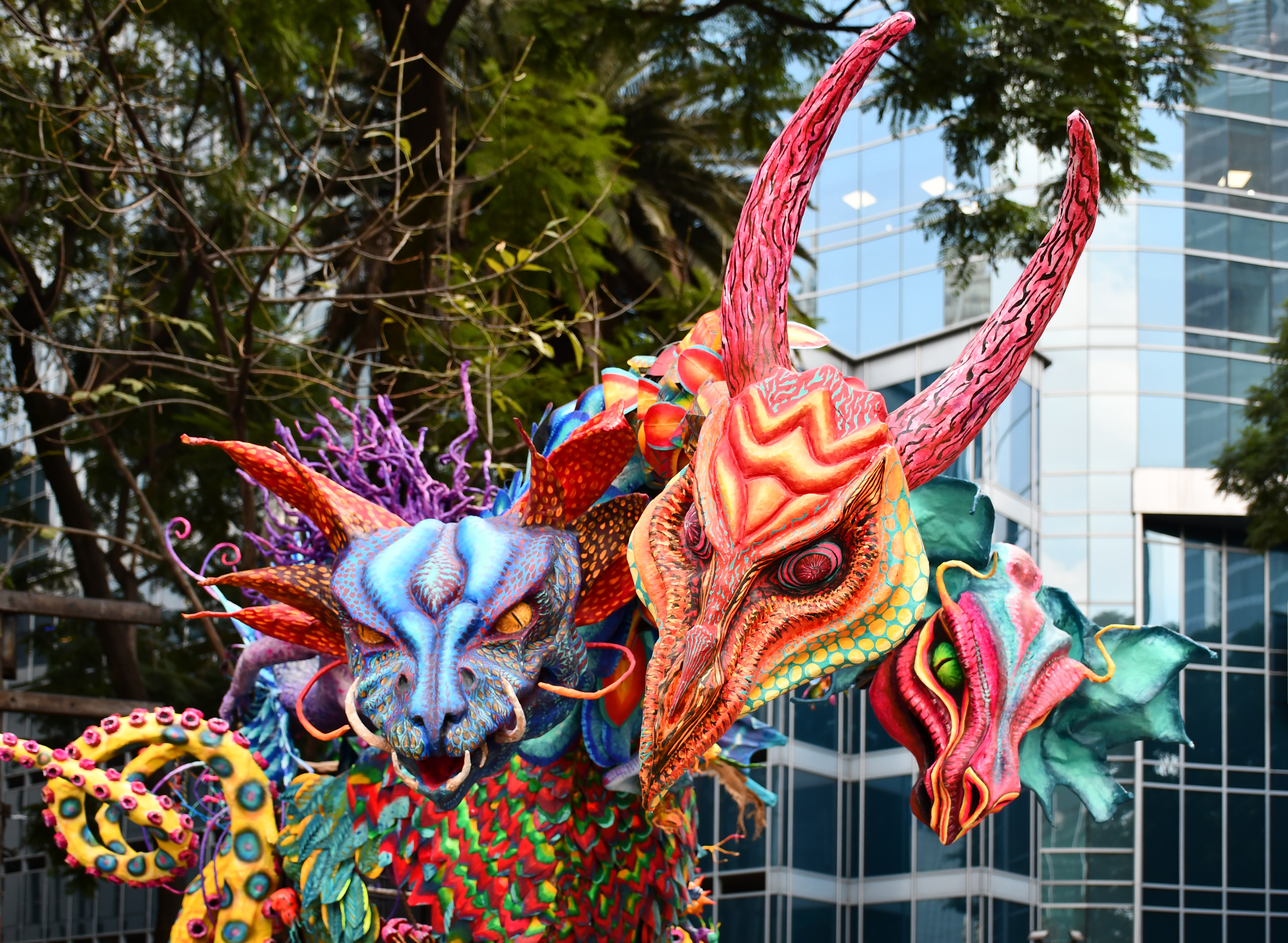
Alebrije géant au Paseo de la Reforma, à Mexico, en 2018.
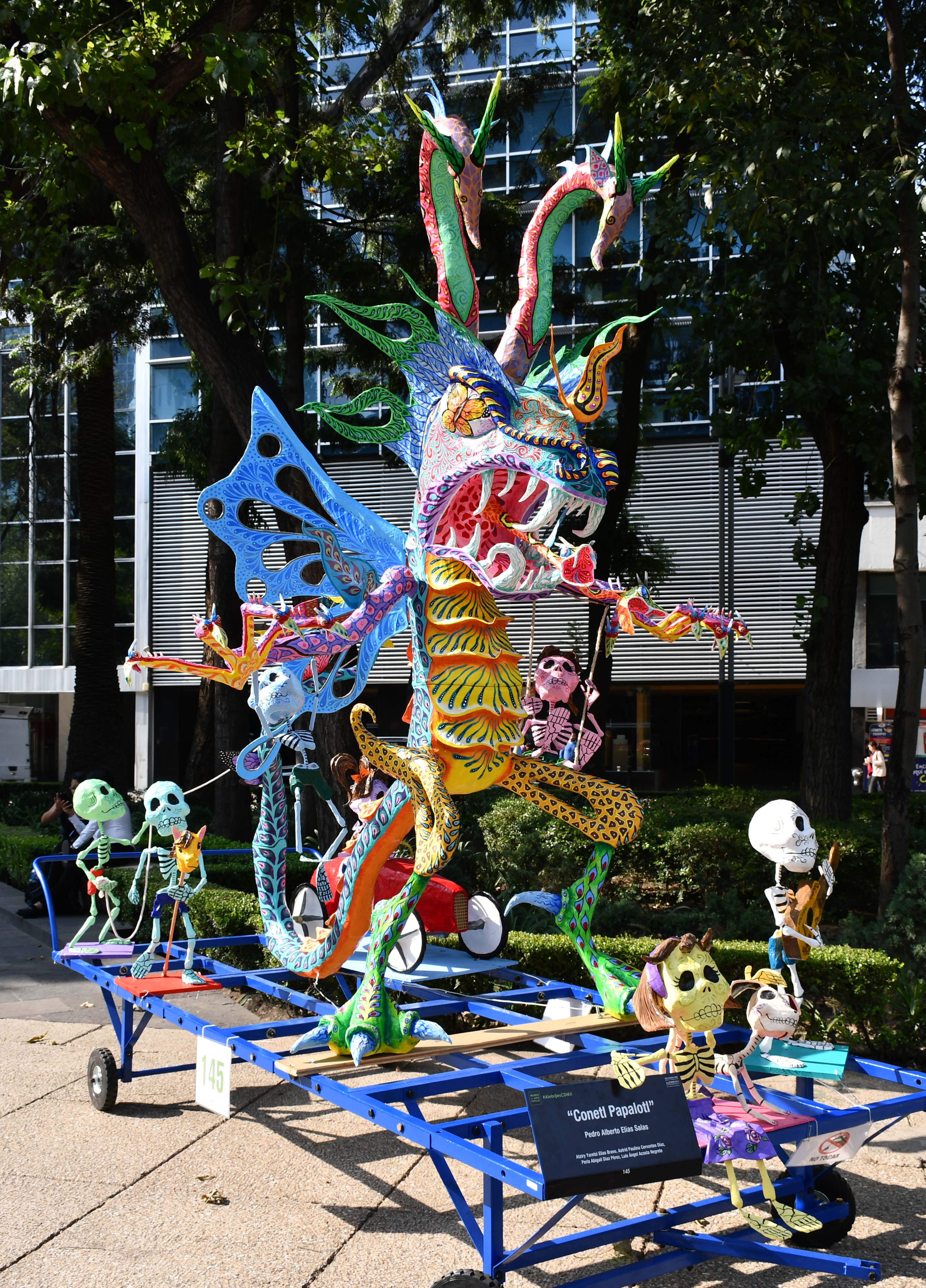
Alebrije géant au Paseo de la Reforma, à Mexico, en 2018.
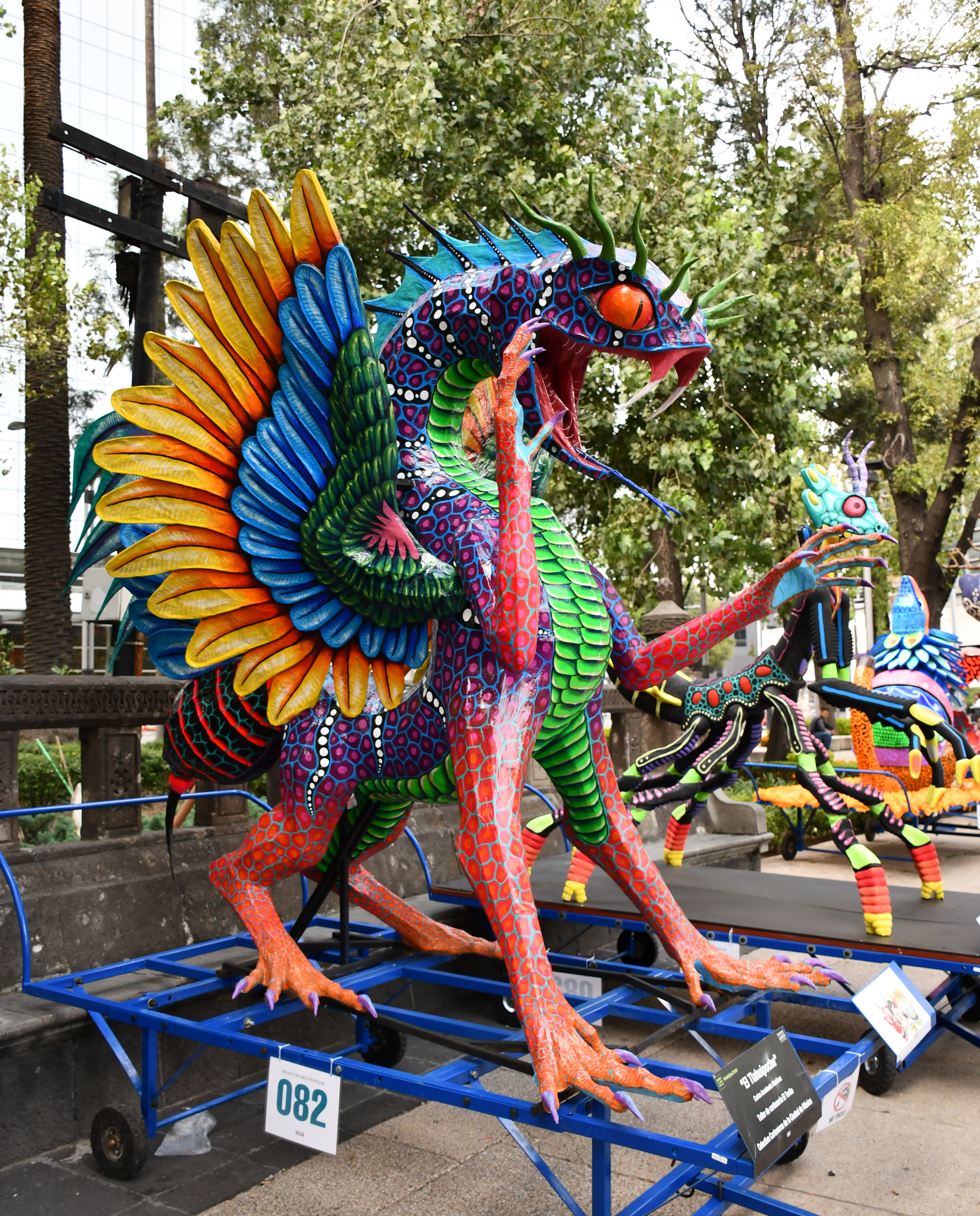
Alebrije géant au Paseo de la Reforma, à Mexico, en 2018.
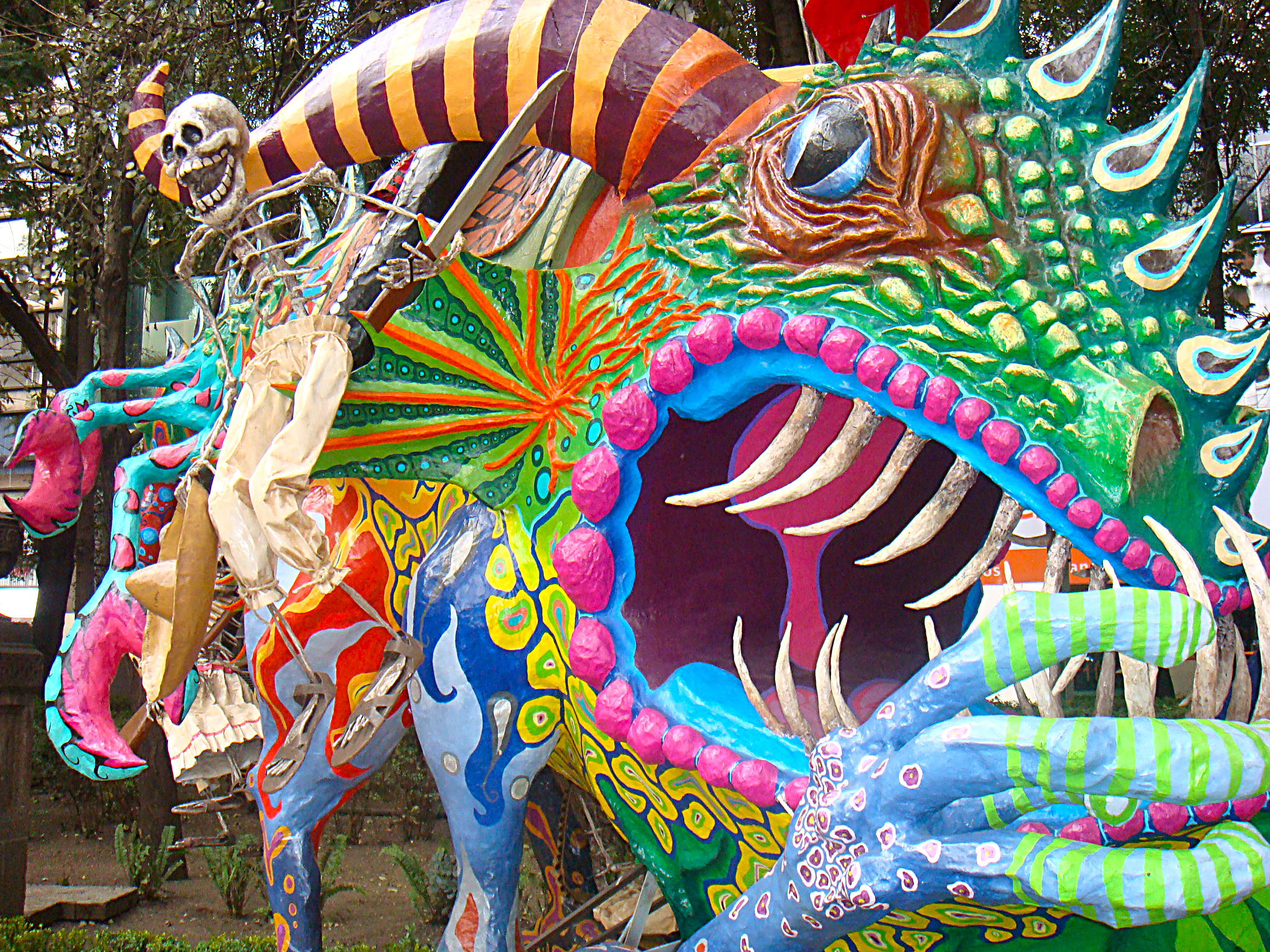
Alebrije géant au Paseo de la Reforma, à Mexico, en 2010.
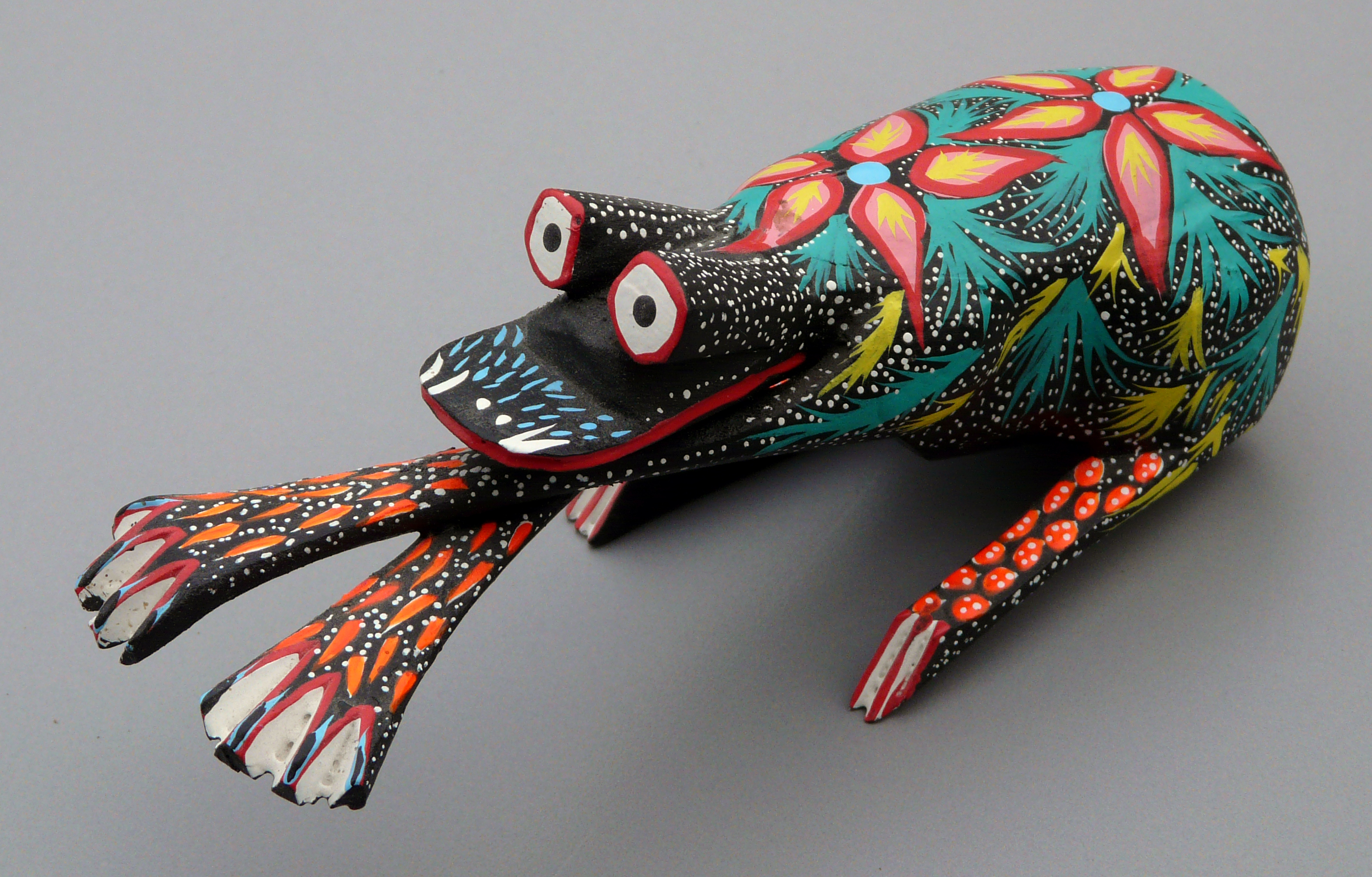
Alebrije à Baden-Baden en Allemagne.
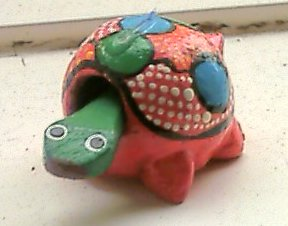
Alebrije mini-tortue.